# Істок (гміна Дубичі Церковні)
Істок (пол. Istok) — село в Польщі, у гміні Дубичі Церковні Гайнівського повіту Підляського воєводства. Населення — 89 осіб (2011).

## Історія
Засноване до 1570 року.
У 1975—1998 роках село належало до Білостоцького воєводства.

## Демографія
Демографічна структура станом на 31 березня 2011 року:
|          | Загалом | Допрацездатний вік | Працездатний вік | Постпрацездатний вік |
| -------- | ------- | ------------------ | ---------------- | -------------------- |
| Чоловіки | 45      | 6                  | 25               | 14                   |
| Жінки    | 44      | 5                  | 17               | 22                   |
| Разом    | 89      | 11                 | 42               | 36                   |